# Pharmacos
El pharmakos (en griego, φαρμακός) es un rito de purificación que se empleaba con frecuencia en la Antigua Grecia. Para combatir una calamidad, una persona era escogida y arrastrada fuera de la ciudad, y a veces se la mataba. Esta víctima sacrificial, inocente en sí misma, era considerada un chivo expiatorio, cargada con todos los males de la ciudad. Su expulsión debía permitir purgar la ciudad del mal que la aquejaba, de donde la ambigüedad del término, que podía significar tanto «remedio» como «veneno».
El pharmakos ha sido objeto de estudio por parte de varios filósofos modernos. Jacques Derrida ha analizado en La pharmacie de Platon los significados opuestos del término. René Girard lo ha empleado como uno de los fundamentos de su teoría del chivo expiatorio en La violence et le sacré. En la obra Mitos Griegos I el escritor Robert Graves postula la posibilidad que el rito del phármaco emplumado, que era una persona que iba con un atuendo de perdiz y a la cual hacían saltar desde lo alto de un risco, pudiera ser el origen del mito de Ícaro junto con un ritual análogo de un baile cretense sobre la pintura de una pista trazada en el suelo con forma laberíntica.